# آئوری دیاز فائوستینو
آئوری دیاز فائوستینو (به پرتغالی: Auri Dias Faustino) مدافع اهل برزیل است که در شهر Nova Aurora و در تاریخ ۱۷ نوامبر ۱۹۷۳ به دنیا آمده‌است.
آئوری دیاز فائوستینو در تیم‌های فوتبال کوریتیبا سابقهٔ حضور دارد.